# Campionats del món de ciclocròs de 1983
Els Campionats del món de ciclocròs de 1983 foren la 34a edició dels mundials de la modalitat de ciclocròs i es disputaren el 19 i 20 de febrer de 1983 a Birmingham, West Midlands, Anglaterra. Foren tres les proves disputades.

## Resultats
| Prova         | Or              | Plata                  | Bronze             |
| Cursa elit    | Roland Liboton  | Albert Zweifel         | Klaus-Peter Thaler |
| Cursa amateur | Radomír Šimůnek | Werner Van Der Fraenen | Petr Klouček       |
| Cursa júnior  | Roman Kreuziger | Martin Hendriks        | Petr Hric          |

## Classificacions

### Classificació de la prova elit
| Pos. | Ciclista           | País          | Temps       |
| ---- | ------------------ | ------------- | ----------- |
|      | Roland Liboton     | Bèlgica       | 53 min 17 s |
|      | Albert Zweifel     | Suïssa        | + 0:09      |
|      | Klaus-Peter Thaler | RFA           | + 0:10      |
| 4    | Rein Groenendaal   | Països Baixos | + 0:23      |
| 5    | Hennie Stamsnijder | Països Baixos | + 1:06      |
| 6    | Robert Vermeire    | Bèlgica       | + 1:07      |
| 7    | Patrice Thévenard  | França        | + 1:28      |
| 8    | Johan Ghyllebert   | Bèlgica       | + 2:20      |
| 9    | Peter Frischknecht | Suïssa        | + 2:21      |
| 10   | Jan Teugels        | Bèlgica       | + 2:27      |

### Classificació de la prova amateur
| Pos. | Cycliste               | Pays           | Temps       |
| ---- | ---------------------- | -------------- | ----------- |
|      | Radomír Šimůnek        | Txecoslovàquia | 47 min 11 s |
|      | Werner Van Der Fraenen | Bèlgica        | + 0:00      |
|      | Petr Klouček           | Txecoslovàquia | + 0:02      |
| 4    | Andrzej Mąkowski       | Polònia        | + 0:14      |
| 5    | Ludo De Rey            | Bèlgica        | + 0:20      |
| 6    | Miloš Fišera           | Txecoslovàquia | + 0:25      |
| 7    | Alain Daniel           | França         | + 0:27      |
| 8    | František Klouček      | Txecoslovàquia | + 0:31      |
| 9    | Ivan Messelis          | Bèlgica        | + 0:40      |
| 10   | Herman Snoeyink        | Països Baixos  | + 0:51      |

### Classificació de la prova júnior
| Pos. | Cycliste        | Pays              | Temps       |
| ---- | --------------- | ----------------- | ----------- |
|      | Roman Kreuziger | Txecoslovàquia    | 39 min 35 s |
|      | Martin Hedriks  | Països Baixos     | + 0:06      |
|      | Peter Hric      | Txecoslovàquia    | + 0:11      |
| 4    | Radovan Fořt    | Txecoslovàquia    | + 0:13      |
| 5    | John van Gessel | Països Baixos     | + 0:19      |
| 6    | Josef Faller    | Alemanya de l'Est | + 0:35      |
| 7    | Ondrej Glajza   | Txecoslovàquia    | + 0:55      |
| 8    | Thierry Valette | França            | + 0:57      |
| 9    | Peter Müller    | Suïssa            | + 1:07      |
| 10   | Henri Schnadt   | Luxemburg         | + 1:10      |

## Medaller
| Pos. | País           | Or | Plata | Bronze | Total |
| 1    | Txecoslovàquia | 2  | 0     | 2      | 4     |
| 2    | Bèlgica        | 1  | 1     | 0      | 2     |
| 3    | Països Baixos  | 0  | 1     | 0      | 1     |
| 3    | Suïssa         | 0  | 1     | 0      | 1     |
| 5    | RFA            | 0  | 0     | 1      | 1     |